# روزهای هفته و تعطیلات پایان هفته
هفته کاری و آخر هفته با توجه به شغل افراد و فرهنگ حاکم بر کشورهای مختلف، متفاوت است. در اغلب کشورهای اروپایی و آمریکایی، روزهای کاری هفته از یکشنبه تا جمعه یا شنبه است و روز پایانی هفته یا دو روز پایانی هفته به اوقات فراغت و انجام کارهای شخصی اختصاص پیدا می‌کند. در کشورهای عربی حوزه خلیج فارس جمعه و شنبه دو روز تعطیلی آخر هفته است. همچنین در اسرائیل نیز روزهای جمعه و شنبه روزهای تعطیل محسوب می‌شود و روز شنبه برای یهودیان مقدس‌ترین روز است.
در بسیاری از کشورها، جمعه(آدینه) آخرین روز کاری قبل از تعطیلات پایان هفته است، اما در ایران جمعه روز تعطیل پایان هفته است. در مطالعاتی که انجام‌شده است از بین ۱۱۴ کشور جهان، کشورهای ایران، افغانستان و جیبوتی روز جمعه را در هفته تعطیل بودند. که البته کشور افغانستان در سال ۱۳۸۹ طرح «دو روز تعطیلی» در هفته را به تصویب رساند. تفاوت‌های میان کشورها از نظر موقعیت جغرافیایی و شرایط فرهنگی، اقتصادی و سیاسی حاکم بر هر کشوری می‌تواند بر سیاست‌های اتخاذ شده در این زمینه تأثیرگذار باشد.

نقشه جهانی که روزهای کاری هفته را بر اساس کشور نشان می‌دهد:
دوشنبه – جمعه
دوشنبه – شنبه
یکشنبه – پنج شنبه
یکشنبه – جمعه
شنبه – پنج شنبه
دوشنبه – پنجشنبه و شنبه
مختلط

## تحقیقات آماری انجام‌شده در رابطه با روزهای تعطیل
- بررسی‌های انجام شده نشان داده است که میزان بهره‌وری کشورها با ساعت کار نسبت معکوس دارد.[۲]
- افزایش تعطیلات می‌تواند در برخی موارد از هزینه‌های اضافی بکاهد و در بسیاری از موارد نیز، با افزایش بهره‌وری نیروی کار در سایر روزهای هفته، میزان کارایی روزهای دیگر را بالا ببرد. به‌عنوان‌مثال، برآورد شده است که تعطیلی یک روز می‌تواند از برخی هزینه‌های غیرمستقیم مثل آلودگی در کلان‌شهرها نیز بکاهد.[۳]
- کشورهای دنیا همزمان بسوی افزایش لذت از کار کردن و کاهش ساعت کار به منظور لذت بردن از زندگی پیش می‌روند.

## پیشنهاد ۴ روز کاری در هفته در جهان از سوی سازمان جهانی کار
به گزارش برخی پایگاه‌های خبری در ۱۳۹۳/۰۷/۱۳، سازمان جهانی کار در تازه‌ترین گزارش خود با طرح مباحثی پیرامون لزوم کم کردن روزهای کاری هفته، با طرح ۵ دلیل برای لزوم کاهش روزهای کاری هفته به ۴ روز، اعلام کرده است، که کار زیاد باعث بیماری‌های قلبی عروقی، اختلالات گوارشی و اسکلتی و همچنین از بین رفتن شادی و رضایت از زندگی می‌شود.

## کشورهای مسلمان
برخی کشورهای مسلمان که درگذشته ۲ روز پنجشنبه و جمعه را به‌عنوان تعطیلات هفتگی خود انتخاب کرده بودند، تعطیلی پنجشنبه را به شنبه منتقل کرده‌اند، ازجمله کشورهای عربی حوزه خلیج‌فارس که در هفته ۲ روز پنجشنبه و جمعه تعطیل بودند، در نشست سران کشورهای حاشیه خلیج‌فارس در سال ۲۰۰۸ تصمیم به تغییر تعطیلات پایان هفته خود گرفتند و در یک دوره پنج‌ساله، روز شنبه جایگزین تعطیلی پنجشنبه شد، افغانستان نیز آخرینِ این کشورهای مسلمان بوده که روز شنبه را جایگزین تعطیلی پنجشنبه کرده است.

## ایران
علی بهادری جهرمی سخنگوی دولت در اواخر سال ۱۴۰۱ گفت: دولت مصوب کرد تا لایحه‌ای برای مجلس شورای اسلامی ارسال شود که مطابق آن تعطیلات پایان هفته برای تمام شهرستان‌های کشور مشابه تهران به دو روز افزایش پیدا کند، ان‌شاءلله خبر خوشی باشد برای همکاران و خانواده‌های عزیز در شهرستان‌های کشور تا بتوانند از پایان هفته استفاده مناسبی برای سفرهای تفریحی و رسیدگی به سایر امور خانوادگی خود داشته باشند.
عضو کمیسیون اجتماعی مجلس شورای اسلامی در خرداد ۱۴۰۲ گفت: کلیات لایحه افزایش تعطیلات آخر هفته در کمیسیون اجتماعی مجلس به تصویب رسیده و بر اساس ماده واحده آن ساعت اداری باید کم شود. در حال حاضر ساعت کاری در طول هفته ۴۴ ساعت است که دولت در لایحه افزایش تعطیلات آخر هفته آورده که ساعت کاری در طول هفته به ۴۲ ساعت و نیم کاهش یابد.